# 韶山郷
韶山郷（しょうざんきょう）は中華人民共和国湖南省韶山市の郷。

## 行政区画
- 韶山村
- 韶源村
- 韶北村
- 鉄皮村
- 竹鶏村
- 韶光村
- 韶東村
- 韶西村
- 新湖村
- 城前村
- 穀陽村
- 石塘村
- 花橋村
- 湘韶村
- 韶新村
- 黄田村
- 韶峰村
- 梅花村
- 林家湾村
- 大坪村
- 新聯村[3]

## 歴史
2015年12月、旧制韶山郷、大坪郷を母体に新制「韶山郷」として発足。 

## 経済

### 名物・特産品
- 紅焼肉：毛沢東が一番好きな料理（ただし、毛沢東が食したものは通常の調理方法とは異なる）。

## 地理
- 河川：韶河
- 湖沼：青年水庫

## 教育
- 韶山中学

## 交通

### 鉄道
- 韶山鉄路

### 道路
- 郷道：竹鶏路
- 県道：X036、韶峰大道
- 省道S01、S208
- 韶山高速公路

## 観光

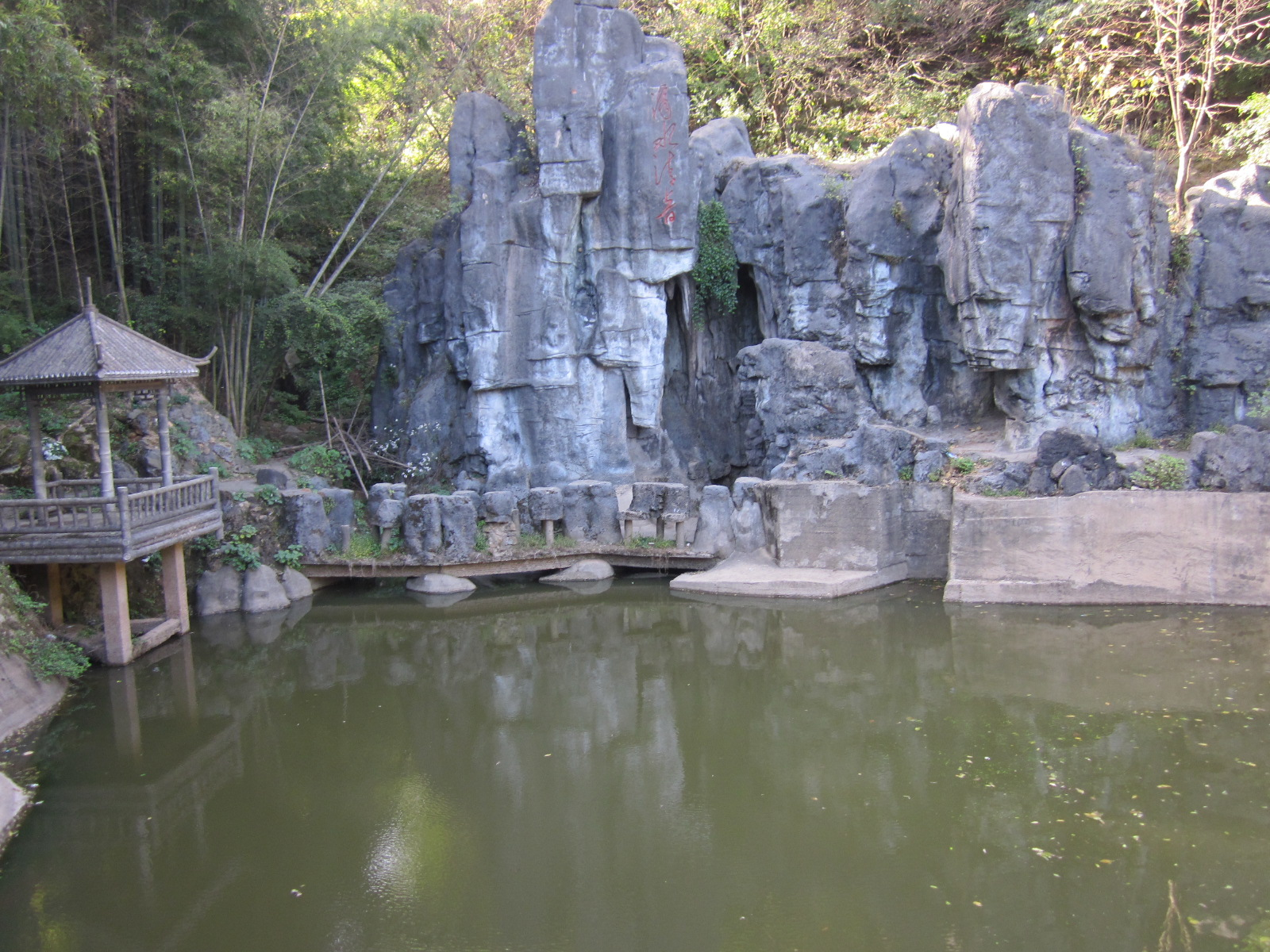
滴水洞。

- 毛沢東故居
- 毛沢東同志紀念館
- 毛沢東遺物館
- 毛沢東広場
- 滴水洞
- 石干娘
- 棠佳閣
- 毛沢東小道

## 出身有名人
- 毛沢東
- 毛沢民
- 毛沢覃